# Francisco Silvestre de Ferrara
Francesco Silvestris, O.P. (Ferrara, 1474 - Rennes, 19 de septiembre de 1528), conocido como Francisco Silvestre de Ferrara o simplemente como El ferrariense (ferriariensis, en latín) fue un teólogo y fraile dominico italiano.

## Biografía
Nació en Ferrara alrededor de 1474.
A los 14 años ingresó en la Orden de Predicadores, en el convento de Santa María de los Ángeles, en Ferrara. Se interesó por la literatura, la música, la filosofía y la teología, mostrando de joven grandes capacidades intelectuales. En 1516 alcanzó el título de maestro en teología. Enseñó en Mantua, en Milán y en Bolonia, donde fue maestro de estudiantes y regente de estudios. Tuvo cargos ejecutivos, tales como prior del convento de Santa María de los Ángeles o de Santo Domingo (en Boloña), y vicario general de la Congregación Lombarda. Habiendo desempeñado este cargo durante el período asignado de dos años, se convirtió en regente de la Universidad de Bolonia, donde permaneció por tiempo considerable.
También fue inquisidor de Bolonia desde 1519 hasta 1525. En 1524 el papa Clemente VII le nombró vicario de toda la Orden, y en 1525 fue elegido maestro general de la Orden. Como general de la orden visitó casi todos los conventos de Italia, Francia y Bélgica, esforzándose en restablecer la disciplina.
Murió en Rennes (Bretaña) el 19 de septiembre de 1528, cuando planeaba visitar los conventos de España. Leandro Alberti, su compañero de viaje, subrayó que Silvestri fue un hombre de «notables cualidades intelectuales», y que «la naturaleza parecía haberle dotado de todos sus dones»."

## Obras
- Su obra más conocida es su Comentario a la "Suma contra Gentiles" de Tomás de Aquino (Venetiis, 1524).
- Comentó obras de Aristóteles tales como los Analitica Priora y la Physica: Quaestiones luculentissimae in octo libros Physicorum Aristotelis (Romae 1577).
- Apologia de convenientia institutorum Romanae Ecclesiae cum evangelica libertate (Romae, 1525) en la cual defendió la primacía de la Iglesia de Cristo contra Martín Lutero.
- Quaestiones luculentissimae in tres libros De anima (Romae, 1577)